# Контрерас, Рауль
Рауль Контрерас (исп. Raúl Contreras), издавался также под псевдонимом Лидия Нохалес (исп. Lydia Nogales; 3 мая 1896, Кохутепеке, Сальвадор — 2 декабря 1973, Мадрид, Испания) — сальвадорский поэт, драматург и дипломат.

## Биография
Рауль Контрерас родился в Кохутепеке 3 мая 1896 года. На дипломатической службе был послом Сальвадора в Мадриде и Париже. Во время Второй мировой войны был вынужден переехать с семьей на юг Франции.
Его поэтический сборник «Внутренние гармонии» вышел в 1919 году, а сценическая поэма «Печальная принцесса» — в 1925. Затем спустя заметный перерыв в 1947—1950 годах под псевдонимом Лидия Ногалес опубликовал стихи в периодических изданиях Сан-Сальвадора. Вместе с Альберто Герра-Тригеросом и Рикардо Тригересом де Леоном основал Дом Культуры в Сан-Сальвадоре. Стал членом Сальвадорской академии языка. В 1950-х годах был президентом Национального совета по туризму. При нём были построены многочисленные туристические центры и популярные парки, которые продолжают работать и сегодня, в том числе парки Бальбоа, Лос-Чоррос, Апуло и горный отель в Серро-Верде.
После смерти в Мадриде 2 декабря 1973 года, его останки были погребены в «Саду поэтов», в туристическом центре Лос-Чоррос.